# Turdoides nipalensis
El turdoide nepalés (Turdoides nipalensis) es una especie de ave paseriforme de la familia Leiothrichidae endémica de Nepal.

## Distribución y hábitat
El turdoide nepalés se encuentra únicamente en altitudes medias del Himalaya. Su hábitat natural es el matorral húmedo subtropical montano.